# LaGrand-Brüder
Die Brüder Walter Bernhard LaGrand (* 26. Januar 1962 in Dillingen an der Donau; † 3. März 1999 in Florence, Arizona, USA) und Karlheinz (auch Karl-Heinz) LaGrand (* 20. Oktober 1963 in Augsburg; † 24. Februar 1999 in Florence) überfielen am 7. Januar 1982 die Valley National Bank in Marana in Arizona. Da Karlheinz LaGrand dabei den Bankdirektor Ken Hartsock erstach, weil dieser nicht die komplette Zahlenfolge des Tresores kannte, wurden beide zum Tode verurteilt. Die Brüder besaßen, obwohl sie seit früher Kindheit in den Vereinigten Staaten lebten, ausschließlich die deutsche Staatsbürgerschaft.
Beide konnten zwischen Giftspritze und Gaskammer wählen. Sie entschieden sich für die Gaskammer, weil sie hofften, dass das Urteil vom Obersten Gerichtshof als zu grausam eingestuft werden würde. Dies war jedoch nicht der Fall, und so änderte Karl LaGrand am Tag seiner Hinrichtung seine Entscheidung und wurde durch eine Giftspritze exekutiert. Walter blieb hingegen bei seiner Entscheidung für die Gaskammer.
Walter LaGrand ist die letzte Person, die in den USA in der Gaskammer hingerichtet wurde (Stand Juni 2022).

## Diplomatische Verwicklungen
Der Fall führte zu diplomatischen Verwicklungen zwischen den Vereinigten Staaten und Deutschland: Entsprechend Artikel 36 Absätze 1 und 2 des Wiener Übereinkommens über konsularische Beziehungen hätten die US-amerikanischen Behörden die Brüder über ihr Recht auf konsularischen Beistand durch die deutsche Regierung informieren müssen. Dies wurde jedoch unterlassen. Für die zum Tode Verurteilten setzten sich für die Bundesrepublik der damalige Botschafter Jürgen Chrobog, die Bundestagsabgeordnete Claudia Roth und Amnesty International bei der Gouverneurin von Arizona Jane Dee Hull und dem Begnadigungsausschuss von Arizona ein. Diese lehnten eine Begnadigung ab. Die US-amerikanische Position, dass die zur Entscheidung berufenen bundesstaatlichen Stellen nicht an das Wiener Übereinkommen gebunden seien, wurde von deutscher Seite als unzutreffend erachtet.
Allerdings wurde das Eingreifen der Politik als verspätet und lediglich auf Mediendruck zustande gekommen kritisiert.

## Rechtliche Bedeutung
Kurz vor der Hinrichtung Walter LaGrands reichte die Bundesrepublik Deutschland Klage wegen der Verletzung rechtlichen Gehörs ein, das Gericht in Arizona wies die Klage ab. Daraufhin wurde Klage beim Obersten Gerichtshof der Vereinigten Staaten erhoben. Dieser wies die Klage unter Bezugnahme auf den 11. Verfassungszusatz zur Verfassung der Vereinigten Staaten ab.
Eine beim Internationalen Gerichtshof (IGH) eingereichte Klage führte zunächst zu einer einstweiligen Anordnung des IGH vom 3. März 1999, die allerdings von den US-amerikanischen Behörden nicht beachtet wurde. Im Jahre 2001 urteilte der IGH, dass die USA mit der Hinrichtung gegen internationales Recht verstoßen hätten. Insbesondere stellte der IGH erstmals klar, dass seine einstweiligen Anordnungen bindend seien.